# リチャード・ウィグルスワース (ラグビー選手)
リチャード・ウィグルスワース（Richard Wigglesworth、1983年6月9日 - ）は、プレミアシップレスター・タイガースに所属するラグビーユニオン選手。

## プロフィール
- イングランド・ブラックプール出身。
- ポジションはスクラムハーフ(SH)。
- 身長 176cm、体重 84kg
- イングランド代表キャップは33（2020年5月現在）でラグビーワールドカップ2011・ラグビーワールドカップ2015のイングランド代表に選ばれた[1]。
- 7人制イングランド代表に選ばれたことがある。

## 略歴
セール・シャークスを経て、2010年、サラセンズに加入。
2020年、レスター・タイガースに加入。 